# Keiō Takao-Linie
| Triebzug der Baureihe 9000 bei Takao |                                  |                            |            |
| Streckenlänge: | 8,6 km                           |                            |            |
| Spurweite: | 1372 mm (63 mm unter Normalspur) |                            |            |
| Stromsystem: | 1500 V =                         |                            |            |
| Streckengeschwindigkeit: | 105 km/h                         |                            |            |
| Zweigleisigkeit: | Kitano–Takao                     |                            |            |
| |                                  |                            |            |
| Gesellschaft: | Keiō Dentetsu                    |                            |            |
| \| \| 0,0 \| Kitano (北野) \| 1925– \| \| \| \| ←↑ Keiō-Linie \| 1925– \| \| \| \| ↔ Yokohama-Linie \| 1908– \| \| \| 1,7 \| Keiō-Katakura (京王片倉) \| 1931/1967– \| \| \| 3,2 \| Yamada (山田) \| 1931/1967– \| \| \| \| ← Goryō-Linie \| 1931–1945 \| \| \| 4,3 \| Mejirodai (めじろ台) \| 1967– \| \| \| 5,8 \| Hazama (狭間) \| 1967– \| \| \| \| ← Chūō-Hauptlinie \| 1901– \| \| \| 6,9 \| Takao (高尾) \| 1901– \| \| \| \| \| \| \| \| \| \| \| \| \| \| Annai-gawa \| \| \| \| 8,6 \| Takaosanguchi (高尾山口) \| 1967– \| \| \| \| ↓ Takaotozan-Standseilbahn \| \| |                                  |                            |            |
| Bahnhof | 0,0                              | Kitano (北野)              | 1925–      |
| Abzweig geradeaus und nach rechts |                                  | ←↑ Keiō-Linie              | 1925–      |
| Kreuzung geradeaus oben |                                  | ↔ Yokohama-Linie           | 1908–      |
| Haltepunkt / Haltestelle | 1,7                              | Keiō-Katakura (京王片倉)   | 1931/1967– |
| Haltepunkt / Haltestelle | 3,2                              | Yamada (山田)              | 1931/1967– |
| Abzweig geradeaus und ehemals nach rechts |                                  | ← Goryō-Linie              | 1931–1945  |
| Haltepunkt / Haltestelle | 4,3                              | Mejirodai (めじろ台)       | 1967–      |
| Haltepunkt / Haltestelle | 5,8                              | Hazama (狭間)              | 1967–      |
| Strecke von rechts · Strecke |                                  | ← Chūō-Hauptlinie          | 1901–      |
| Bahnhof · Bahnhof | 6,9                              | Takao (高尾)               | 1901–      |
| Strecke nach rechts · Tunnel |                                  |                            |            |
| Tunnel |                                  |                            |            |
| Brücke über Wasserlauf |                                  | Annai-gawa                 | Annai-gawa |
| Kopfbahnhof Streckenende | 8,6                              | Takaosanguchi (高尾山口)   | 1967–      |
| |                                  | ↓ Takaotozan-Standseilbahn |            |

Die Keiō Takao-Linie (jap. 京王高尾線, Keiō Takao-sen) ist eine Eisenbahnstrecke auf der japanischen Insel Honshū, die von der Bahngesellschaft Keiō Dentetsu betrieben wird. Sie ist eine Zweigstrecke der Keiō-Linie auf dem Stadtgebiet von Hachiōji im Westen der Präfektur Tokio. Benannt ist sie nach dem Berg Takao.

## Beschreibung

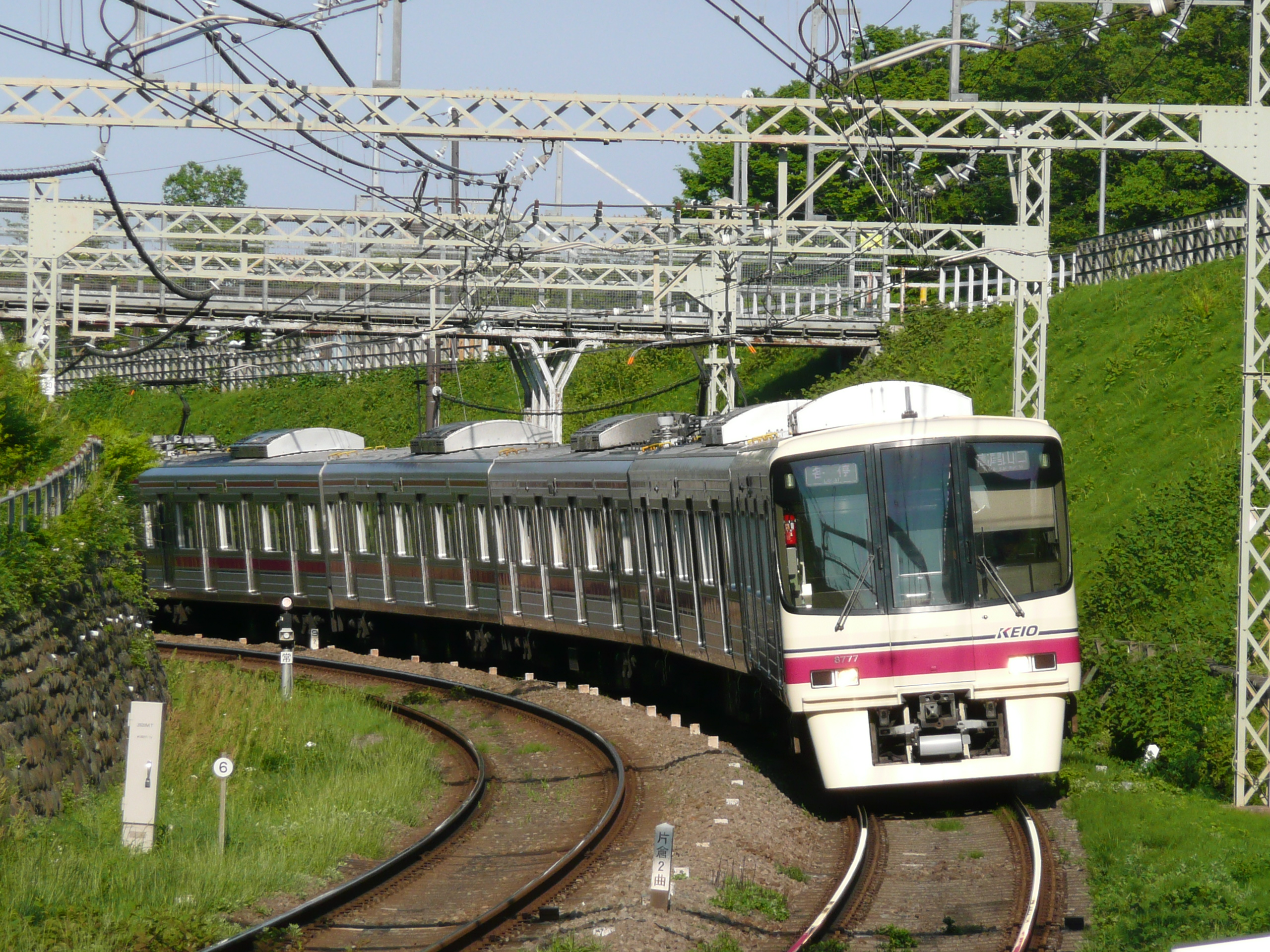
Ein Triebzug der Baureihe 8000 fährt in den Bahnhof Yamada ein

Die 8,6 km lange Strecke zweigt in Kitano von der Keiō-Linie ab und führt westwärts nach Takaosanguchi. Sie ist mit 1500 V Gleichspannung elektrifiziert und bedient sieben Bahnhöfe, die zulässige Höchstgeschwindigkeit beträgt 105 km/h. Wie die überwiegende Mehrzahl der Strecken von Keiō Dentetsu besitzt sie die ungewöhnliche Spurweite von 1372 mm (so genannte „schottische Spur“).
Die Takao-Linie ist durchwegs auf einem Damm oder in Einschnitten verlegt, der einzige Bahnübergang befindet sich beim Bahnhof Yamada. Kurz nach Kitano kreuzt sie die Yokohama-Linie von JR East. Beim Bahnhof Takao stößt sie auf die Chūō-Hauptlinie, aufgrund der unterschiedlichen Spurweite besteht jedoch keine Gleisverbindung. Ab hier ist die Strecke einspurig und führt durch gebirgiges Gelände. Nach zwei Tunneln und einer Brücke über den Annai erreicht sie Takaosanguchi am Fuße des touristisch bedeutenden Berges Takao. Dort besteht Anschluss an eine Standseilbahn und einen Sessellift des ebenfalls zur Keio Group gehörenden Unternehmens Takao Tozan Dentetsu.

## Züge
An Werktagen werden fünf bis sieben Züge je Stunde angeboten, wobei fast alle in Kitano auf die anschließende Keiō-Linie in Richtung Shinjuku geleitet werden oder von dort herkommen. Neben Nahverkehrszügen mit Halt an allen Bahnhöfen gibt es auch zahlreiche Schnellzüge. Aufgrund des regen Ausflugsverkehrs ist das Angebot an Wochenenden und Feiertagen etwas größer, mit bis zu neun Zügen stündlich am frühen Morgen; auch die Zahl der angebotenen Schnellzüge ist höher.

## Geschichte
Vorgängerin der Takao-Linie ist die Goryō-Linie, die ab 1931 den Kaiserlichen Friedhof Musashi erschloss. Zur Unterstützung der Rationierungsmaßnahmen gegen Ende des Pazifikkriegs wurde sie 1945 stillgelegt und anschließend abgebaut, um das Material an anderen Orten zu verwenden. Die Trasse blieb jedoch überwiegend erhalten. Zu Beginn der 1960er Jahre entschloss sich die Keio Group dazu, neu entstehende Wohnsiedlungen im Süden von Hachiōji mit einer Bahnstrecke zu erschließen. Zu diesem Zweck sollte die Goryō-Linie teilweise wiederaufgebaut und verlängert werden, wodurch auch der Ausflugsverkehr zum Berg Takao angekurbelt werden sollte.
Die Baugenehmigung für die Strecke lag im Juni 1964 vor, die Arbeiten begannen im Februar 1965. Die Eröffnung der Takao-Linie erfolgte am 1. Oktober 1967, wobei der Abschnitt zwischen Kitano und Yamada dem Verlauf der früheren Goryō-Linie entspricht. Von Anfang an befuhren auch Schnellzüge die Neubaustrecke. Am 28. August 2008 entgleiste ein Zug zwischen Takao und Takaosanguchi, nachdem heftige Regenfälle einen Erdrutsch verursacht hatten. Es kamen keine Personen zu Schaden, doch war die Strecke daraufhin 30 Tage lang unterbrochen. Eine weitere Unterbrechung gab es vom 12. bis 14. Oktober 2019, als der Taifun Hagibis zwischen Mejirodai und Hazama ebenfalls einen Erdrutsch verursachte.

## Liste der Bahnhöfe

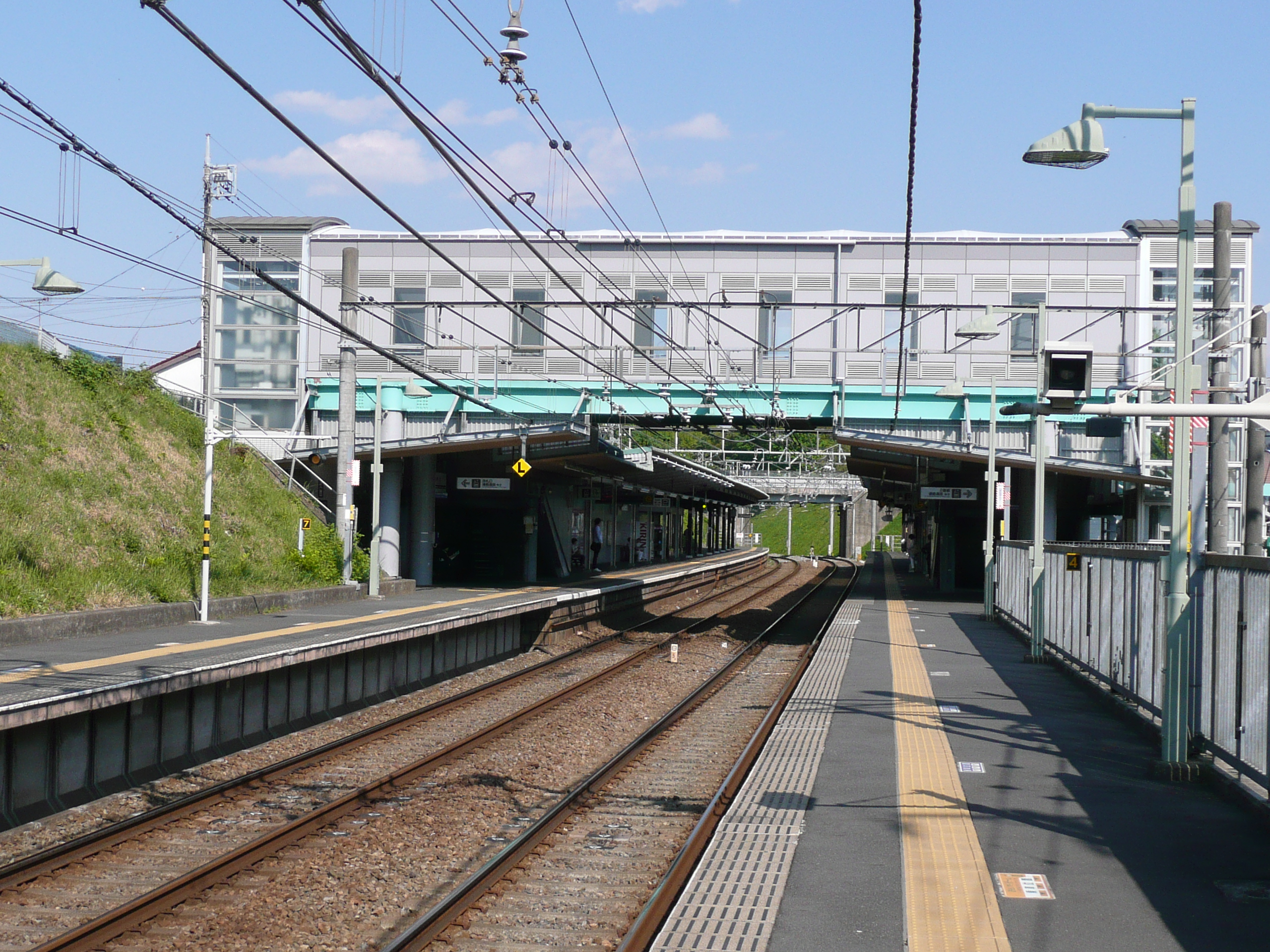
Bahnhof Hazama

To = Tokkyū (Special Express); Ky = Kyūkō (Express); KL = Keio Liner
| Name | Name                     | km  | To | Ky | KL | Anschlusslinien                         | Lage   | Ort      |
| ---- | ------------------------ | --- | -- | -- | -- | --------------------------------------- | ------ | -------- |
| KO33 | Kitano (北野)            | 0,0 | ●  | ●  | ●  | Keiō-Linie                              | Koord. | Hachiōji |
| KO48 | Keiō-Katakura (京王片倉) | 1,7 | ǀ  | ǀ  | ǀ  |                                         | Koord. | Hachiōji |
| KO49 | Yamada (山田)            | 3,2 | ǀ  | ǀ  | ǀ  |                                         | Koord. | Hachiōji |
| KO50 | Mejirodai (めじろ台)     | 4,3 | ●  | ●  | ●  |                                         | Koord. | Hachiōji |
| KO51 | Hazama (狭間)            | 5,8 | ǀ  | ǀ  | ǀ  |                                         | Koord. | Hachiōji |
| KO52 | Takao (高尾)             | 6,9 | ●  | ●  | ●  | Chūō-Hauptlinie (Chūō-Schnellbahnlinie) | Koord. | Hachiōji |
| KO53 | Takaosanguchi (高尾山口) | 8,6 | ●  | ●  | ●  | Takaotozan-Standseilbahn                | Koord. | Hachiōji |